# Jimmy Holmes
Jimmy Holmes (Dublino, 11 novembre 1953) è un ex calciatore irlandese, di ruolo difensore.

## Carriera

### Club
Ha giocato nella prima divisione inglese.

### Nazionale
Esordisce con l'Irlanda il 30 maggio del 1971 in una sfida contro l'Austria conclusasi sul 4-1 per gli avversari rilevando al 74º minuto Don Givens. Ha militato con la selezione irlandese tra il 1971 e il 1981 totalizzando 30 incontri e 1 gol.

## Palmarès

### Club

#### Competizioni nazionali
- Coppa d'Inghilterra: 1

Tottenham: 1980-1981